# Cichla orinocensis

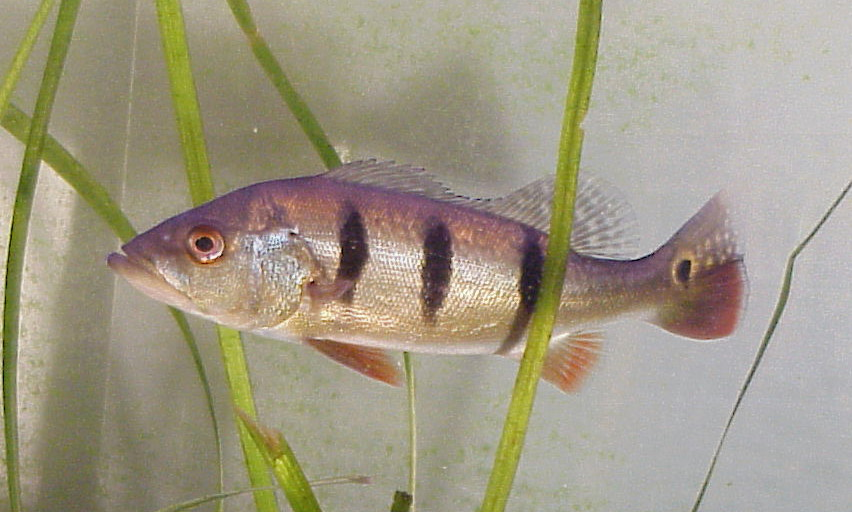
Jungfisch von Cichla orinocensis

Cichla orinocensis ist eine großwüchsige südamerikanische Buntbarschart, die im nördlichen Brasilien im Einzugsbereich des Rio Negro und im unteren Rio Branco, sowie im Stromgebiet des Orinoco vorkommt.

## Merkmale
Cichla orinocensis erreicht eine maximale Standardlänge mehr als 60 cm und ein Gewicht von 6,2 kg. Die Körperhöhe erwachsener Tiere liegt bei 28 bis 33 % der Standardlänge. Das Kopfprofil ist gerade aufsteigend. Bei älteren Männchen kann sich im Nacken ein kleiner Höcker entwickeln. Der Rücken der Fische ist olivfarben bis grau, die Seiten sind olivfarben bis gelb, der Bauch ist weiß. Bauchflossen, Afterflosse und der untere Abschnitt der Schwanzflosse sind orangerot bis rotbraun. Die Iris ist rot, der Oberrand der Augen blau. Charakteristisch für die Art sind drei große, unregelmäßig geformte Augenflecken an den Seiten. Die dunklen Augenflecken sind gelblich oder golden umkränzt. Sie entwickeln sich allmählich und direkt aus dunklen Querstreifen bei den Jungfischen und variieren bei Erwachsenen erheblich im Aussehen. Der zweite und dritte Fleck sind hin und wieder unregelmäßig entwickelt oder nicht vorhanden. Dunkle Flecken auf dem Rücken sind nicht vorhanden.
Die Maxillare reicht bis unter das erste Viertel der Orbita, der Unterkiefer bis unter ihr letztes Fünftel. Die Seitenlinie ist für gewöhnlich zweigeteilt, kann bei einigen Individuen jedoch auch durchgehend sein. Die Brustflossen sind an ihrer Basis beschuppt. Die Bauchflossen sind an ihrer Vorderseite dicht beschuppt. Die Rückenflosse hat 4 bis 5 Stachelstrahlen, von denen der fünfte oder der fünfte und sechste die längsten sind.  Der weichstrahlige Abschnitt der Rückenflosse ist abgerundet und reicht nicht bis zur Schwanzflossenbasis. Auch die Afterflosse ist abgerundet. Sie reicht bis unter den hinteren Abschnitt des Schwanzstiels. Die Schwanzflosse kann abgerundet sein, leicht eingebuchtet oder endet gerade. Die Brustflossen sind zugespitzt, wobei der vierte Flossenstrahl der längste ist und bis zur hinteren Afterflossenbasis reicht oder bis zur Mitte des Schwanzstiels. Bei große Männchen sind auch die Bauchflossen zugespitzt. Die Spitze wird vom ersten und zweiten Flossenstrahl gebildet. Sie reicht bis zur Basis des ersten Flossenstrahls des weichstrahligen Afterflossenabschnitts oder etwas weiter. Der weichstrahligen Abschnitte von Rücken- und Afterflosse sind variabel mit ein bis vier Schuppenreihen zwischen dem Flossenstrahlen beschuppt. Auch die Schwanzflosse ist mit Ausnahme ihres Randes zwischen dem Flossenstrahlen beschuppt.
Jungfischen fehlt die Flossenbeschuppung mit Ausnahme der Schuppen auf der Schwanzflossenbasis. Ihre Rücken- und Afterflosse reichen nur bis zur Mitte des Schwanzstiels. Der Hinterrand der Schwanzflosse ist leicht eingebuchtet. Die Seitenlinie der Jungfische ist verkürzt.

## Lebensweise
Cichla orinocensis kommt vor allem in Schwarzwasserflüssen vor und wird vor allem nah des Ufers, in Flusslagunen oder in langsam fließenden Seitenarmen gefangen. Er ernährt sich hauptsächlich von Fischen, wobei kleine Salmler seine Hauptbeute sind.